# Cratere Damer
Damer  è un cratere sulla superficie di Mercurio, con un diametro di circa 60 km. È stato chiamato così in onore della scultrice inglese Anne Seymour Damer nel 2013.